# Spinipochira excavata
Spinipochira excavata is een keversoort uit de familie boktorren (Cerambycidae). De wetenschappelijke naam van de soort is voor het eerst geldig gepubliceerd in 1963 door Breuning.